# Лиман (Астраханська область)
Лиман (рос. Лиман) — робітниче селище у Лиманському районі Астраханської області Російської Федерації.
Населення становить 8514 осіб. Входить до складу муніципального утворення Робітниче селище Лиман.

## Історія
Населений пункт розташований на території українського етнічного та культурного краю Жовтий Клин. Від 1943 року належить до Лиманського району, у 1963-1965 роках — Ікрянинського району.
Згідно із законом від 6 серпня 2004 року органом місцевого самоврядування є Робітниче селище Лиман.

## Населення
| 1939  | 1959  | 1970  | 1979  | 1989  | 2002  | 2009  |
| ----- | ----- | ----- | ----- | ----- | ----- | ----- |
| 2228  | ↗3189 | ↗5173 | ↗7504 | ↗9185 | ↘8899 | ↗9165 |
| 2010  | 2012  | 2013  | 2014  | 2015  | 2016  | 2017  |
| ↘9024 | ↗9076 | ↘8966 | ↘8837 | ↘8793 | ↘8763 | ↘8661 |
| 2018  |       |       |       |       |       |       |
| ↘8514 |       |       |       |       |       |       |